# Gruppo Jim Pattison
Il Gruppo Jim Pattison  o Jim Pattison Group è la terza società privata più grande del Canada, da una indagine del Financial Post fu classificata come la 62° società più grande del Canada.
Fu fondata l'8 maggio 1961  da Jim Pattison.

## Divisioni
- Jim Patterson Food Groop
  - Overwaitea Foods
  - Save-On-Foods
- Stazioni televisive
  - Kamloops
  - Medicine Hat
  - Prince George
- Stazioni radio
- Periodici
- Servizi finanziari
  - Westshore Terminals